# تيم شيفر
تيم شيفر (بالإنجليزية: Tim Schafer)‏ مواليد 26 يوليو 1967 في سونوما، سونوما، كاليفورنيا، هو مصمم ألعاب حاسوب وأسس شركة دابل فاين في عام 2000. عمل قرابة 10 سنوات في شركة لوكاس أرتس الناشرة لألعاب الفيديو.

## ألعاب
- فول ثروتل
- غريم فاندانغو
- بروتال لجند

## روابط خارجية
- تيم شيفر على موقع IMDb (الإنجليزية)
- تيم شيفر على موقع ميوزك برينز (الإنجليزية)
- تيم شيفر على موقع ديسكوغز (الإنجليزية)
- تيم شيفر على موقع قاعدة بيانات الفيلم (الإنجليزية)